# Cebollino (Orense)
Cebollino (llamada oficialmente Bo Xesús de Ceboliño) es una parroquia y un lugar del municipio español de Orense, en la provincia de Orense, Galicia.

## Toponimia
La parroquia también es conocida por los nombres de Buen Jesús de Ceboliño y Buen Jesús de Cebollino.

## Organización territorial
La parroquia está formada por cuatro entidades de población, constando tres de ellas en el nomenclátor del Instituto Nacional de Estadística español:
- As Caracochas
- Carroleiro (O Carroleiro)
- Cebolliño (Ceboliño)
- Mesón (O Mesón)

## Demografía

### Parroquia
| Gráfica de evolución demográfica de Cebollino (parroquia) entre 2000 y 2023 |
|                                                                             |
| Datos según el nomenclátor publicado por el INE.                            |

### Lugar
| Gráfica de evolución demográfica de Cebolliño (lugar) entre 2000 y 2023 |
|                                                                         |
| Datos según el nomenclátor publicado por el INE.                        |